# Синхронное плавание на летних Олимпийских играх 2004
В соревнованиях по синхронному плаванию на летних Олимпийских играх 2004 года участницы соревновались в парном и командном разрядах. Соревнования по каждому виду состояли из обязательной и произвольной программы, очки за которые суммировались.

## Общий медальный зачёт
| Место | Страна | Золото | Серебро | Бронза | Всего |
| ----- | ------ | ------ | ------- | ------ | ----- |
| 1     | Россия | 2      | 0       | 0      | 2     |
| 2     | Япония | 0      | 2       | 0      | 2     |
| 3     | США    | 0      | 0       | 2      | 2     |

## Медалистки
| Вид     | Золото | Серебро | Бронза |
| ------- | --- | --- | --- |
| Дуэт    | Россия · Анастасия Давыдова · Анастасия Ермакова | Япония · Мия Татибана · Михо Такэда | США · Элисон Бартосик · Анна Козлова |
| Команда | Россия · Елена Азарова · Ольга Брусникина · Анастасия Давыдова · Анастасия Ермакова · Эльвира Хасянова · Мария Киселёва · Ольга Новокщенова · Анна Шорина · Мария Громова | Япония · Мия Татибана · Михо Такэда · Митиё Фудзимару · Сахо Харада · Наоко Кавасима · Канако Китао · Эмико Судзуки · Дзюри Тацуми · Ёко Ёнэда | США · Элисон Бартосик · Тамара Кроу · Эрин Добрац · Ребекка Джесонтек · Анна Козлова · Сара Лаув · Лаурен Макфолл · Стефани Несбитт · Кендра Занотто |